# Attilio Salvatore
Attilio Salvatore (Messina, 12 giugno 1890 – 14 settembre 1961) è stato un politico italiano.
Fu membro dell'Assemblea Costituente e della Camera dei deputati nella I Legislatura.